# ألبرت واتسون (مصور)
ألبرت واتسون (بالإنجليزية: Albert Watson)‏ هو مصور بريطاني، ولد في 1942 في إدنبرة في المملكة المتحدة.

## وصلات خارجية
- الموقع الرسمي
- ألبرت واتسون على موقع ميوزك برينز (الإنجليزية)